# Liriomyza demeijerei
Liriomyza demeijerei este o specie de muște din genul Liriomyza, familia Agromyzidae, descrisă de Erich Martin Hering în anul 1930.
Este endemică în Germania. Conform Catalogue of Life specia Liriomyza demeijerei nu are subspecii cunoscute.